# Hecken (Windhagen)
Hecken ist ein Ortsteil der Ortsgemeinde Windhagen im rheinland-pfälzischen Landkreis Neuwied. Er liegt innerhalb des Hauptortes Windhagen und ist nicht mehr als eigenständig benannte Ortschaft ausgewiesen.

## Lage
Hecken liegt auf 300 m ü. NHN am südöstlichen Ende der geschlossenen Ortschaft von Windhagen und schließt sich an den Ortsteil Oberwindhagen an. Der Ortsteil zieht sich entlang der Kreisstraße 29, die zum 200 m in südöstlicher Richtung entfernten Weiler Birken führt. Südwestlich von Hecken erstrecken sich an der Bundesautobahn 3 Gewerbeflächen.

## Geschichte
Der Ortsname und die örtlichen Flurbezeichnungen (darunter „Auf dem Heckenfeld“) lassen auf eine Entstehung von Hecken bei der hochmittelalterlichen Rodungsphase sowie eine frühe landwirtschaftliche Nutzung der Flächen schließen. Die mundartliche Bezeichnung des Ortes lautet „Häcke(n)“. Hecken gehörte zur Honschaft Windhagen im gleichnamigen Kirchspiel und unterstand der Verwaltung des kurkölnischen Amtes Altenwied. Urkundlich in Erscheinung trat der Ort 1660 unter seinem heutigen Namen bei einer Inventur im Amt Altenwied, als hier drei Häuser gezählt wurden. Der Hecken damals benachbarte Hof Hasenberg war zu dieser Zeit unbewohnt.
In preußischer Zeit (ab 1815) blieb Hecken ein Teil der Honschaft, später Gemeinde Windhagen, seit 1823 im Verwaltungsbezirk der Bürgermeisterei Asbach. Im Rahmen von Volkszählungen war Hecken in der ersten Hälfte des 19. Jahrhunderts als Weiler verzeichnet, 1843 umfasste er sechs Wohn- und sieben Wirtschaftsgebäude. Über den damals erreichten Umfang wuchs Hecken nie hinaus. In den 1930er-Jahren erfolgte die Wasserversorgung des Ortsteils über eine Quelle im östlich gelegenen Flurstück „Held“. Aus diesem Grund wurde die Trasse der damaligen Reichsautobahn (heutige A 3) weiter westlich errichtet als ursprünglich geplant. Ende der 1970er-Jahre entstand zwischen Hecken und dem Hauptort Windhagen das Neubaugebiet „Auf dem Heckerfeld“ mit rund 100 Baugrundstücken. Seitdem gehört Hecken zur geschlossenen Bebauung von Windhagen und ist kein eigenständig benannter Gemeindeteil mehr. Auf die Lage des Ortsteils weist heute die Heckener Straße hin.
Einwohnerentwicklung
| Jahr | Einwohner |
| ---- | --------- |
| 1816 | 30        |
| 1828 | 33        |
| 1843 | 33        |
| 1885 | 44        |